# 空港ホーバークラフト

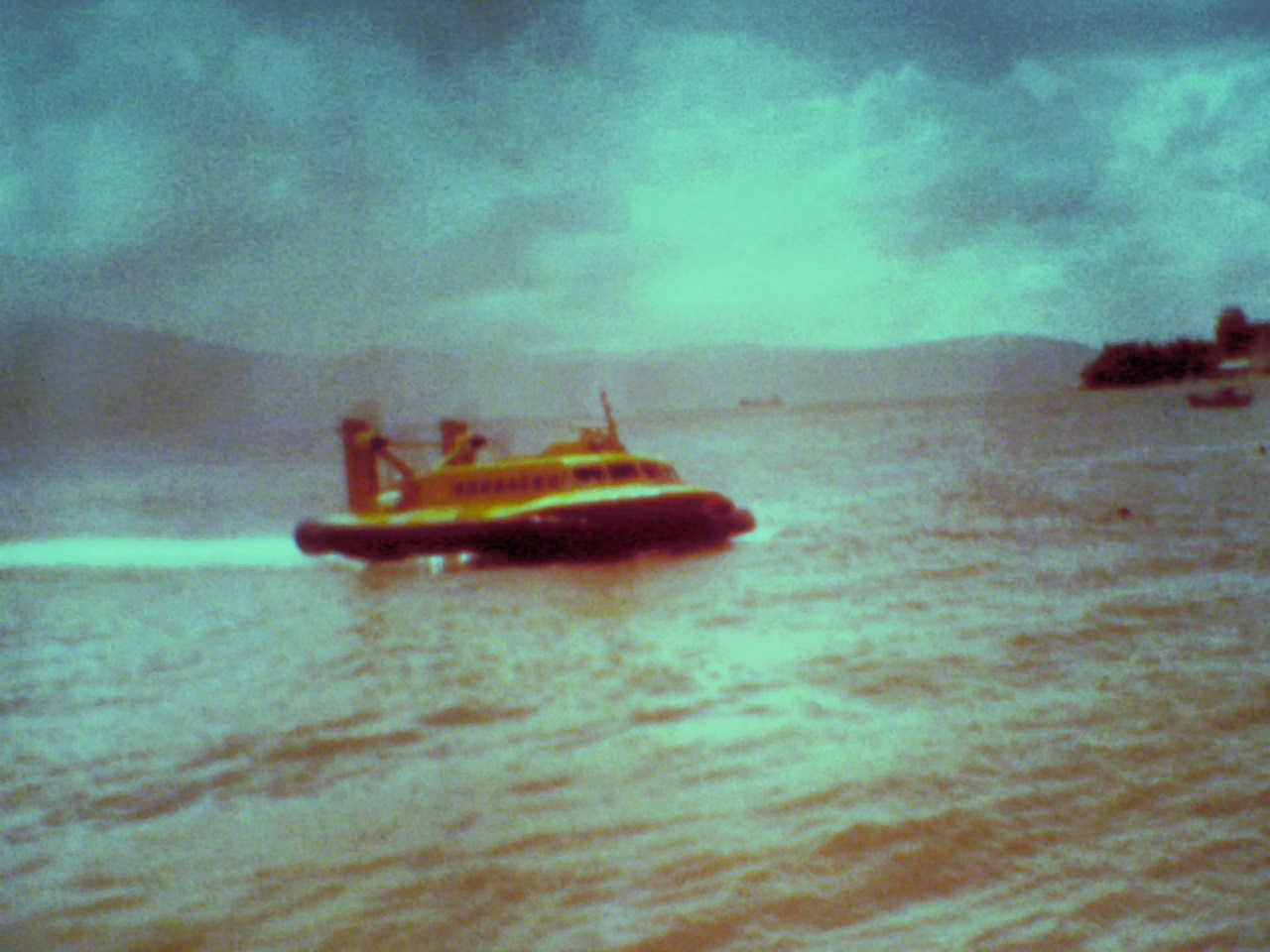
空港ホーバークラフトの「エンゼル3号」、1976年8月 指宿港にて

空港ホーバークラフト株式会社（くうこうホーバークラフト）は、かつて存在した鹿児島県の海運会社である。

## 概要
1971年（昭和46年）に鹿児島の有力企業の共同出資によって設立、本社は鹿児島市甲突町27-22に置かれ、加藤勉伯が代表を務めていた。加藤は地元の建設資材商社である土佐屋の社長を務めていた人物である。
1972年（昭和47年）4月に現在の鹿児島空港が開港したのち、2隻の新造ホーバークラフトによって、同年7月15日に運航を開始した。当時、鹿児島市と空港の間の道路交通は混雑が激しく、加治木 - 指宿を55分で結ぶ航路は好評をもって迎えられ、1974年（昭和49年）と1975年（昭和50年）に同型船を増備している。
この間、1973年（昭和48年）にはいわさきグループの錦江湾フェリーが、加治木 - 鹿児島 - 指宿のほぼ同一航路に水中翼船で参入しているが、2年程度で休航している。一方、陸上では同年12月に九州自動車道の加治木IC - 薩摩吉田IC間が部分開通、1976年（昭和51年）には溝辺鹿児島空港ICまでの開通で空港直結となり、空港と鹿児島市内との間が連絡バスで1時間程度に短縮されると、加治木での乗換を要するホーバークラフトの時間的優位は次第に失われていった。
利用不振により1977年（昭和52年）12月に航路は廃止され、会社は清算された。使っていたホーバークラフトは、名鉄海上観光船と大分ホーバーフェリーに移った。

## 航路
- 加治木 - 鹿児島 - 指宿
- 加治木 - 桜島 - 指宿

航路距離60km、便数は時期と季節により変動したが、各航路計8 - 12往復
鹿児島空港への交通機関として空港に近い加治木港から指宿港までを直行・桜島経由・鹿児島市経由の3ルートで運航していた。鹿児島から指宿まで20分とのキャッチフレーズであった。
桜島などにおいては海上で乗下船をしたが、指宿港においては干満に応じて陸上で乗下船をすることがあった。

## 船舶
（共通）三井造船千葉造船所建造・ホーバークラフトMV-PP5型、ガスタービン1基、機関出力1,050ps、航海速力43ノット、旅客定員52名
- エンゼル1号 1972年4月進水、22.80総トン
- エンゼル2号 1972年6月進水、22.80総トン
- エンゼル3号 1974年6月進水、22.77総トン
- エンゼル5号 1975年4月進水、22.79総トン